# لوف شرقي
لوف شرقي (الاسم العلمي:Arum orientale) هو نوع من النباتات يتبع جنس اللوف من الفصيلة اللوفية.